# Zastava Puntlanda
Zastava Puntlanda službena je zastava autonomne pokrajine Puntland u Somaliji. Izgledom podsjeća na Zastavu Uzbekistana.
U službenoj je uporabi od 22. prosinca 2009. kao civilna i državna zastava za područje pokrajine Puntland.
Sastoji se od tri paralene pruge ispunjene, od vrha prema dnu, plavom, bijelom i zelenom bojom. Plava pruga s bijelom petokrakom zvijezdom u središtu označava somalijsku zastavu, bijela pruga mir i stabilnost pokrajine, a najdonja zelena pruga njezino prirodno bogatstvo.

## Galerija
- Starija zastava korištena do 2009., varijacija na somalijsku zastavu.
- Službeni grb Puntlanda.
- Zastava samoproglašenog Zapadnog Puntlanda iz 2013. godine.